# Берлинский тоннель номер 21
«Берлинский тоннель номер 21» (англ. Berlin Tunnel 21) — телефильм. Премьера фильма (первый показ по телевидению) состоялась 25 марта 1981 года.
Фильм основан на реальных событиях. На этих же событиях был основан телефильм «Тоннель» (The Tunnel) 1962 года.

## Сюжет
Действие фильма происходит вскоре после строительства Берлинской стены. Несколько берлинских семей оказались разделены стеной. Бывший американский офицер Сэнди Мюллер решает прорыть под стеной тоннель, чтобы помочь им воссоединиться. Ему помогает немецкий инженер Эмерих Вебер.

## В ролях
- Ричард Томас — Лейтенант Сэнди Мюллер
- Хорст Бучхольц — Эмерих Вебер
- Хосе Феррер — Комански
- Якуэс Брюер — Йоахим (как Якуэс Брюер)
- Кеннет Гриффит — Бруно
- Николас Фаррел — Джордж (как Николас Фаррел)
- Уте Христенсен — Илзе
- Роберт Фрейтэг — Доктор Лентц
- Ева Ингеборг Шольц — госпожа Лентц
- Вольфганг Йорг — Конрад Мосс
- Паскваль Брюер — Вульф Лентц
- Катарина Сейферт — Грета Дор
- Хейнц Вейсс — господин Хеппнер
- Доротея Мориц — госпожа Хеппнер
- Карл Дьюринг — Клаус Шёнеманн